# Gymnelema
Gymnelema is een geslacht van vlinders uit de familie zakjesdragers (Psychidae). De wetenschappelijke naam van het geslacht is voor het eerst geldig gepubliceerd in 1891 door Franciscus J.M. Heylaerts. Plaatsing van dit geslacht was onduidelijk. Door Sobzcyk werd het in 2011 in de tribus Typhoniini in de onderfamilie Typhoniinae geplaatst.
De typesoort van het geslacht is Gymnelema rougemontii Heylaerts, 1891

## Soorten
- G. discerpta Meyrick, 1924
- G. holopercna Meyrick, 1924
- G. imitata Janse, 1917
- G. incanescens Butler
- G. leucopasta Hampson, 1910
- G. pelverulenta Hampson, 1910
- G. plebigena Meyrick, 1924
- G. pulverulenta Hampson, 1910
- G. rougemontii Heylaerts, 1891
- G. stibarodes (Meyrick, 1909)
- G. stygialis Hampson, 1910
- G. vinctus (Walker, 1865)